# Lindor Covas
Líndor Covas es el personaje principal de la historieta gaucha Lindor Covas, el Cimarrón, creada por Walter Ciocca. Se publicó en el diario argentino La Razón desde noviembre de 1954 hasta enero de 1981, y fue editada en veinticuatro diarios del interior y en Uruguay. 
En 1963, llegó al cine como Lindor Covas, el cimarrón, con dirección y actuación de Carlos Cores.

## Historia
Lindor Covas es el protagonista de la historieta gaucha Lindor Covas, el Cimarrón, que fue publicada por primera vez el Día de la Tradición, de 1954. 
Esta historieta, la más longeva de las viñetas gauchescas de un diario con ocho mil tiras, a lo largo de poco más de veintiséis años, fue creada por Walter Ciocca, quien a su vez estaba a cargo del guion y los dibujos.
Durante el extenso período en que se publicó, Ciocca condujo el hilo de las acciones a través numerosas y distintas aventuras. El personaje fue fortinero, peón, domador de estancia, arriero, etc. Pero en medio de esa vida violenta persiste el espíritu del gaucho, lleno de hidalguía, que reúne a la bondad y el desinterés una feroz capacidad para luchar y sobrellevar su destino.
La historia del personaje comienza en los años de Rosas. Lindor Covas es miembro de una acaudalada familia porteña. Pese a que su familia simpatizaba con la federación, de la que su hermano era oficial rosista, él se muestra inclinado hacia los unitarios. Cuando las tropas francesas bloquean el Río de la Plata y los unitarios intentan aliarse a los invasores para derrocar a Rosas, Lindor se siente traicionado, abandona la ciudad y se lanza al campo a recorrer los pueblos fronterizos y la línea de fortines. Se «agauchó» y se volvió cimarrón. Llegado a este punto la ficción se apoderó por completo de la trama y Lindor Covas progresivamente se fue regenerando en algo parecido a un superhéroe de las pampas. Allí fue un gaucho bueno. Citando al propio Ciocca: «Un hombre invariablemente servicial, enemigo de cualquier injusticia, altivo, poco amigo de reírse y corajudo para el bien del prójimo». Así, «Lindor no se parece a los gauchos malos de Gutiérrez ni tampoco al gaucho bravo de Hernández. Es, guardando las distancias, un Quijote, un hombre bueno como los hay en la realidad».